# Brescia Calcio 1978-1979
Questa voce raccoglie le informazioni riguardanti il Brescia Calcio nelle competizioni ufficiali della stagione 1978-1979.

## Stagione
Luigi Simoni torna al Brescia, questa volta da allenatore. 
Due le partenze da rilevare, Luigi Cagni lascia il Brescia dopo 264 presenze, per approdare alla Sambenedettese, mentre Evaristo Beccalossi raggiunge Sandro Altobelli all'Inter.
Nella Coppa Italia le rondinelle disputano il girone 3 di qualificazione prima del campionato, raggruppamento vinto dal Palermo.

## Rosa
| N. |                   | Ruolo | Calciatore           |
| -- | ----------------- | ----- | -------------------- |
|    | Italia (bandiera) | P     | Luciano Bertoni      |
|    | Italia (bandiera) | P     | Astutillo Malgioglio |
|    | Italia (bandiera) | D     | Dario Bonetti        |
|    | Italia (bandiera) | D     | Ilario Cozzi         |
|    | Italia (bandiera) | D     | Dino Galparoli       |
|    | Italia (bandiera) | D     | Viviano Guida        |
|    | Italia (bandiera) | D     | Antonio Matteoni     |
|    | Italia (bandiera) | D     | Gabriele Podavini    |
|    | Italia (bandiera) | D     | Maurizio Venturi     |
|    | Italia (bandiera) | C     | Paolo Biancardi      |

| N. |                      | Ruolo | Calciatore        |
| -- | -------------------- | ----- | ----------------- |
|    | Italia (bandiera)    | C     | Gianni De Biasi   |
|    | Venezuela (bandiera) | C     | Denis Mendoza     |
|    | Italia (bandiera)    | C     | Odilio Moro       |
|    | Italia (bandiera)    | C     | Franco Nanni      |
|    | Italia (bandiera)    | C     | Giosuè Pelizzari  |
|    | Italia (bandiera)    | C     | Ivan Romanzini    |
|    | Italia (bandiera)    | A     | Oriano Grop       |
|    | Italia (bandiera)    | A     | Egidio Salvi      |
|    | Italia (bandiera)    | A     | Gianfranco Zigoni |
|    | Italia (bandiera)    | A     | Bortolo Mutti     |

## Risultati

### Serie B

#### Girone di andata
| Arbitro: | Panzino (Catanzaro) |

|                    |           |           |
| Magistrelli 2’, 8’ | Marcatori | 66’ Mutti |

| Arbitro: | Castaldi (Vasto) |

|                        |           |             |
| Grop 24’ Romanzini 64’ | Marcatori | 53’ Borzoni |

| Arbitro: | Lanzetti (Viterbo) |

|                              |           |           |
| Pezzato 28’ Cozzi 29’ (aut.) | Marcatori | 53’ Mutti |

| Arbitro: | Prati (Parma) |

|                    |           |  |
| Iachini 25’ (rig.) | Marcatori |  |

| Arbitro: | Simini (Torino) |

|             |           |  |
| Ferrara 12’ | Marcatori |  |

| Arbitro: | Ballerini (La Spezia) |

|                                |           |                   |
| Fanesi 66’ (aut.) Matteoni 89’ | Marcatori | 31’, 74’ Ulivieri |

| Arbitro: | Tani (Livorno) |

|                         |           |  |
| Orlandi 69’ Chiorri 87’ | Marcatori |  |

| Arbitro: | Lanese (Messina) |

|                                     |           |                 |
| Chimenti 23’ Sciannimanico 39’, 44’ | Marcatori | 42’, 82’ Zigoni |

| Arbitro: | Redini (Pisa) |

|             |           |  |
| De Biasi 8’ | Marcatori |  |

| Pescara 26 novembre 1978 10ª giornata | Pescara          | 0 – 0 | Brescia | Stadio Adriatico\| Arbitro: \| Vitali (Bologna) \| |
| Arbitro:                              | Vitali (Bologna) |       |         |                                                    |

| Arbitro: | Panzino (Catanzaro) |

|                    |           |              |
| Grop 54’ Mutti 84’ | Marcatori | 14’ Chimenti |

| Arbitro: | Prati (Parma) |

|                                          |           |                                         |
| De Biasi 2’ Mutti 17’ Grop 23’ Nanni 90’ | Marcatori | 1’ Fiorini 9’ Bacchin 45’ (rig.) Libera |

| Arbitro: | Patrussi (Arezzo) |

|                       |           |  |
| Pellegrini 86’ (rig.) | Marcatori |  |

| Brescia 7 gennaio 1979 14ª giornata | Brescia           | 0 – 0 | Pistoiese | Stadio Mario Rigamonti\| Arbitro: \| Mattei (Macerata) \| |
| Arbitro:                            | Mattei (Macerata) |       |           |                                                           |

| Taranto 14 gennaio 1979 15ª giornata | Taranto            | 0 – 0 | Brescia | Stadio Erasmo Iacovone\| Arbitro: \| Lanzetti (Viterbo) \| |
| Arbitro:                             | Lanzetti (Viterbo) |       |         |                                                            |

| Arbitro: | Materassi (Firenze) |

|           |           |                |
| Mutti 35’ | Marcatori | 75’ Speggiorin |

| Arbitro: | Lops (Torino) |

|           |           |  |
| Penzo 72’ | Marcatori |  |

| Arbitro: | Castaldi (Vasto) |

|          |           |  |
| Grop 40’ | Marcatori |  |

| Arbitro: | Bergamo (Livorno) |

|                          |           |                        |
| Gattelli 10’ Bellini 64’ | Marcatori | 50’ Guida 71’ Podavini |

#### Girone di ritorno
| Arbitro: | Lapi (Firenze) |

|                                   |           |                     |
| De Biasi 24’ Mutti 42’ Zigoni 75’ | Marcatori | 11’ (aut.) Podavini |

| Arbitro: | Falzier (Treviso) |

|                      |           |  |
| Lugnan 10’ Bozzi 28’ | Marcatori |  |

| Arbitro: | Patrussi (Arezzo) |

|         |           |               |
| Grop 6’ | Marcatori | 17’ Gibellini |

| Terni 11 marzo 1979 23ª giornata | Ternana          | 0 – 0 | Brescia | Stadio Libero Liberati\| Arbitro: \| Lanese (Messina) \| |
| Arbitro:                         | Lanese (Messina) |       |         |                                                          |

| Arbitro: | Lanzetti (Viterbo) |

|                    |           |             |
| Moro 18’ Mutti 73’ | Marcatori | 33’ Mazzoni |

| Arbitro: | Savalli (Trapani) |

|                 |           |           |
| De Bernardi 75’ | Marcatori | 40’ Mutti |

| Arbitro: | Lops (Torino) |

|                    |           |           |
| Grop 15’ Guida 47’ | Marcatori | 70’ Romei |

| Brescia 8 aprile 1979 27ª giornata | Brescia               | 0 – 0 | Sambenedettese | Stadio Mario Rigamonti\| Arbitro: \| Ballerini (La Spezia) \| |
| Arbitro:                           | Ballerini (La Spezia) |       |                |                                                               |

| Arbitro: | Benedetti (Roma) |

|  |           |              |
|  | Marcatori | 14’ Podavini |

| Arbitro: | Agnolin (Bassano del Grappa) |

|              |           |             |
| Podavini 30’ | Marcatori | 44’ Ferrari |

| Palermo 29 aprile 1979 30ª giornata | Palermo           | 0 – 0 | Brescia | Stadio La Favorita\| Arbitro: \| Patrussi (Arezzo) \| |
| Arbitro:                            | Patrussi (Arezzo) |       |         |                                                       |

| Arbitro: | Lanese (Messina) |

|            |           |             |
| Apuzzo 42’ | Marcatori | 89’ Bonetti |

| Arbitro: | Longhi (Roma) |

|              |           |             |
| Podavini 43’ | Marcatori | 32’ Tivelli |

| Arbitro: | Prati (Parma) |

|           |           |             |
| Mosti 14’ | Marcatori | 40’ Iachini |

| Brescia 27 maggio 1979 34ª giornata | Brescia        | 0 – 0 | Taranto | Stadio Mario Rigamonti\| Arbitro: \| Lapi (Firenze) \| |
| Arbitro:                            | Lapi (Firenze) |       |         |                                                        |

| Arbitro: | Ballerini (La Spezia) |

|                                      |           |           |
| Fabbri 42’ Zandoli 63’ Benedetti 72’ | Marcatori | 4’ Zigoni |

| Arbitro: | Lattanzi (Roma) |

|  |           |          |
|  | Marcatori | 7’ Silva |

| Arbitro: | Sarti (Modena) |

|                                           |           |                                         |
| Manueli 25’ (rig.) Catena 59’ Vailati 87’ | Marcatori | 23’ Grop 77’ Bonetti 89’ (rig.) Iachini |

| Arbitro: | Pairetto (Nichelino) |

|                                       |           |                |
| Grop 35’ Iachini 63’ (rig.) Mutti 90’ | Marcatori | 76’ Quagliozzi |

### Coppa Italia

#### Girone 3
| 27 agosto 1978 1ª giornata |  | – Riposo |  |  |

| Arbitro: | Reggiani (Bologna) |

|  |           |            |
|  | Marcatori | 19’ Pulici |

| Arbitro: | Redini (Pisa) |

|             |           |                                |
| Calloni 30’ | Marcatori | 65’ (rig.) Mutti 68’ Biancardi |

| Arbitro: | Ballerini (La Spezia) |

|                  |           |           |
| Osellame 2’, 50’ | Marcatori | 30’ Mutti |

| Arbitro: | Patrussi (Arezzo) |

|                                          |           |                                 |
| Podavini 23’ Grop 48’ Iachini 80’ (rig.) | Marcatori | 15’, 29’ Zandoli 58’ Speggiorin |

## Statistiche

### Statistiche di squadra
| Competizione | Punti | In casa | In casa | In casa | In casa | In casa | In casa | In trasferta | In trasferta | In trasferta | In trasferta | In trasferta | In trasferta | Totale | Totale | Totale | Totale | Totale | Totale | DR |
| Competizione | Punti | G       | V       | N       | P       | Gf      | Gs      | G            | V            | N            | P            | Gf           | Gs           | G      | V      | N      | P      | Gf     | Gs     | DR |
| ------------ | ----- | ------- | ------- | ------- | ------- | ------- | ------- | ------------ | ------------ | ------------ | ------------ | ------------ | ------------ | ------ | ------ | ------ | ------ | ------ | ------ | -- |
| Serie B      | 39    | 19      | 10      | 8       | 1       | 27      | 16      | 19           | 1            | 9            | 9            | 14           | 25           | 38     | 11     | 17     | 10     | 41     | 41     | 0  |
| Coppa Italia | 3     | 2       | 0       | 1       | 1       | 3       | 4       | 2            | 1            | 0            | 1            | 3            | 3            | 4      | 1      | 1      | 2      | 6      | 7      | -1 |
| Totale       |       | 21      | 10      | 9       | 2       | 30      | 20      | 21           | 2            | 9            | 10           | 17           | 28           | 42     | 12     | 18     | 12     | 47     | 48     | -1 |

### Statistiche dei giocatori
| Giocatore     | Serie B  | Serie B | Serie B     | Serie B    | Coppa Italia | Coppa Italia | Coppa Italia | Coppa Italia | Totale   | Totale | Totale      | Totale     |
| Giocatore     | Presenze | Reti    | Ammonizioni | Espulsioni | Presenze     | Reti         | Ammonizioni  | Espulsioni   | Presenze | Reti   | Ammonizioni | Espulsioni |
| ------------- | -------- | ------- | ----------- | ---------- | ------------ | ------------ | ------------ | ------------ | -------- | ------ | ----------- | ---------- |
| L. Bertoni    | 3        | -3      | ?           | ?          | ?            | ?            | ?            | ?            | 3+       | -3+    | ?           | ?          |
| P. Biancardi  | 11       | 0       | ?           | ?          | ?            | ?            | ?            | ?            | 11+      | 0+     | ?           | ?          |
| D. Bonetti    | 21       | 2       | ?           | ?          | ?            | ?            | ?            | ?            | 21+      | 2+     | ?           | ?          |
| S. Bonometti  | 1        | 0       | ?           | ?          | ?            | ?            | ?            | ?            | 1+       | 0+     | ?           | ?          |
| I. Cozzi      | 2        | 0       | ?           | ?          | ?            | ?            | ?            | ?            | 2+       | 0+     | ?           | ?          |
| G. De Biasi   | 33       | 3       | ?           | ?          | ?            | ?            | ?            | ?            | 33+      | 3+     | ?           | ?          |
| F. Frigerio   | 1        | 0       | ?           | ?          | ?            | ?            | ?            | ?            | 1+       | 0+     | ?           | ?          |
| D. Galparoli  | 34       | 0       | ?           | ?          | ?            | ?            | ?            | ?            | 34+      | 0+     | ?           | ?          |
| O. Grop       | 35       | 8       | ?           | ?          | ?            | ?            | ?            | ?            | 35+      | 8+     | ?           | ?          |
| V. Guida      | 33       | 2       | ?           | ?          | ?            | ?            | ?            | ?            | 33+      | 2+     | ?           | ?          |
| P. Iachini    | 33       | 4       | ?           | ?          | ?            | ?            | ?            | ?            | 33+      | 4+     | ?           | ?          |
| A. Malgioglio | 38       | -38     | ?           | ?          | ?            | ?            | ?            | ?            | 38+      | -38+   | ?           | ?          |
| A. Matteoni   | 21       | 1       | ?           | ?          | ?            | ?            | ?            | ?            | 21+      | 1+     | ?           | ?          |
| D. Mendoza    | 8        | 0       | ?           | ?          | ?            | ?            | ?            | ?            | 8+       | 0+     | ?           | ?          |
| O. Moro       | 31       | 1       | ?           | ?          | ?            | ?            | ?            | ?            | 31+      | 1+     | ?           | ?          |
| B. Mutti      | 36       | 9       | ?           | ?          | ?            | ?            | ?            | ?            | 36+      | 9+     | ?           | ?          |
| F. Nanni      | 15       | 1       | ?           | ?          | ?            | ?            | ?            | ?            | 15+      | 1+     | ?           | ?          |
| G. Podavini   | 35       | 4       | ?           | ?          | ?            | ?            | ?            | ?            | 35+      | 4+     | ?           | ?          |
| I. Romanzini  | 19       | 1       | ?           | ?          | ?            | ?            | ?            | ?            | 19+      | 1+     | ?           | ?          |
| E. Salvi      | 17       | 0       | ?           | ?          | ?            | ?            | ?            | ?            | 17+      | 0+     | ?           | ?          |
| M. Venturi    | 8        | 0       | ?           | ?          | ?            | ?            | ?            | ?            | 8+       | 0+     | ?           | ?          |
| G. Zigoni     | 21       | 4       | ?           | ?          | ?            | ?            | ?            | ?            | 21+      | 4+     | ?           | ?          |